# Alberto Valdés Ramos
Alberto Valdés Ramos (ur. 25 czerwca 1919 w mieście Meksyk, zm. 14 kwietnia 2013 tamże) – meksykański jeździec sportowy. Złoty medalista olimpijski z Londynu (1948).
Największe sukcesy odnosił w konkurencji skoków przez przeszkody. Zawody w 1948 były jego jedynymi igrzyskami olimpijskim. Po złoto sięgnął w drużynie, wspólnie z nim tworzyli ją Humberto Mariles i Rubén Uriza Castro. Startował na koniu Chihuahua. Był brązowym medalistą igrzysk panamerykańskich w 1951.
Jeźdźcem i medalistą olimpijskim był także jego syn o tym samym imieniu.